# Moses & Søn G. Melchior
Moses & Søn G. Melchior var et af et af tidens betydeligste danske handelshuse. Det havde en meget betydelig handel med Vestindien, der besørgedes med firmaets egne sejlskibe, som først afløstes af Det Vestindiske Kompagnis dampskibe.

## Oprindelsen til navnet
Den noget uortodokse ordsammenstilling i firmanavnet skyldes en auktionarius, som ikke fik sagt "Moses G. Melchior & Søn" på den foreskrevne måde. Firmaets ejere syntes det lød godt, og derved blev det.

## Historie
Firmaet blev stiftet i 1760 af Moses Marcus Melchior (1736-1817), som indvandrede fra Hamborg. Efter hans død fortsattes det af sønnen Moritz Gerson Melchior og dennes to ældre brødre. Da den ene af dem døde i 1834, og den anden og faderen var svagelige, overtog Moses en væsentlig del af forretningens ledelse. Broderen døde 1843 og faderen 1845, og Moritz Gerson var nu eneindehaver af forretningen. Hans yngre broder, Moses Melchior, indtrådte i forretningen i 1850, og fortsatte den sammen med Moritz' søn Carl Henriques Melchior (f. 6. august 1855), da Moritz døde i 1884. Da så Moses Melchior døde i 1912, blev Carl eneleder af handelshuset.
Den danske grossistvirksomhed Sthyr & Kjær, grundlagt i 1866, købte stort set alt det sukker, som Moses & Søn G. Melchior importerede fra Dansk Vestindien. I 1896 grundlagde Moses & Søn G. Melchior Maribo Sukkerfabrik sammen med Sthyr & Kjær.

## Forretningsområde
Firmaet handlede især med tobak, sukker og rom fra Vestindien. En meget stor del af handelen på St.Croix, hvor firmaet ejede plantager, gik gennem det melchiorske handelshus.
Moritz og Dorothea havde deres bolig på Højbro Plads i hjørnehuset (ud til kanalen), hvor også firmaet Moses & Søn G. Melchior havde domicil.

## Genealogi
Moritz Gerson Melchior (1816-1884) og hans hustru Dorothea Henriques (1823-1885) var fætter og kusine. De fik i alt otte børn, hvoraf de fire døde i en meget ung alder.
- William Melchior (1847-1856)
- Johanne Melchior (1848-1911)
- Louise Melchior (1849-1934)
- Harriet Melchior (1851-1917)
- Anna Melchior (1853-1881)
- Carl Henriques Melchior (1855-1931)
- Emil Melchior (1857-1881)
- Thea Melchior (1860-1876)

Kun én af de overlevende, Carl Henriques Melchior, har efterkommere i dag.

## Flåde
- 1803 – Birgitte (ID=13637)
- 1814 – Mathilde (ID=9414)
- 1816 – Alexander Magnus (ID=12207)
- 1817 – Emilie
- 1825 – Prins Frederik Carl Christian af Danmark (ID=9302)
- 1827 – Anna (ID=14262)
- 1834 – Hiram (ID=13645)
- 1837 – Christian (ID=8484)
- 1837 – Niord (ID=13528)
- 1839 – Ytiyon (ID=9416)
- 1844 – Christian (ID=12019)
- 1848 – Malvina (ID=3479)
- 1851 – Gerson (ID=9415)
- 1854 – Eurika (ID=13635)
- 1854 – Birgitte Melchior (I) (ID=6962)
- 1855 – Galilei (ID=3386)
- 1855 – Carl(ID=11040)
- 1856 – Birgitte Melchior (II) (ID=13633)
- 1858 – Helge (ID=13638)
- 1859 – Hroar (ID=13640)
- 1859 – Marecahl PELISSIER (ID=13641)
- 1859 – Skalagrimur (ID=13642)
- 1861 – Dorothea Melchior (ID=13527)
- 1863 – Johanne Marie (ID=12107)
- 1866 – Thomas Roys (ID=3121)
- 1866 – Gardar (ID=13646)
- 1868 – Else, kutter, b. i Danzig, 51,68 BRT, 444,48 NRT ex STEINBUTT, indfl. 1871-11-22 indtil kaptajn L.W. Roed m.fl. og næ. indtil ELSE, hjs. Nykk.F.
- 1872 – Birgitte Melchior (III) (ID=13644)
- 1875 – Clara (ID=9417)
- 1875 – Henriette Melchior (ID=10585)
- 1877 – Thea (ID=9358)
- 1878 – Freya (ID=13634)